# Никола Дашић
Никола Дашић (Љубљана, 4. март 1975) српски је политичар, економиста и официр. Тренутно је градоначелник Крагујевца.

## Биографија
Никола Дашић је рођен 4. марта 1975. године у Љубљани, у официрској породици. У Крагујевцу је завршио Средњу економску школу, а студије на Војно-техничкој академији у Београду (2002), као дипломирани економиста и официр.
Каријеру у Војсци Југославије започиње 2002. као управник логистичке јединице за снабдевање и опремање Генералштаба и Министарства одбране.
Од 2005. почиње да ради у Агенцији за приватизацију, као помоћник пројекта, а касније постаје и директор Регионалног центра у Крагујевцу.
Од 2012. ради у Народној банци Србије као директор одељења принудне наплате у Крагујевцу, а од 2013. постаје саветник Гувернера НБС.
Један је од оснивача градског одбора СНС-а у Крагујевцу. Градоначелник Крагујевца постаје 2020. године, где на тој функцији замењује бившег градоначелника Радомира Николића.
Ожењен је и има три ћерке.